# Corriente de viento occidental

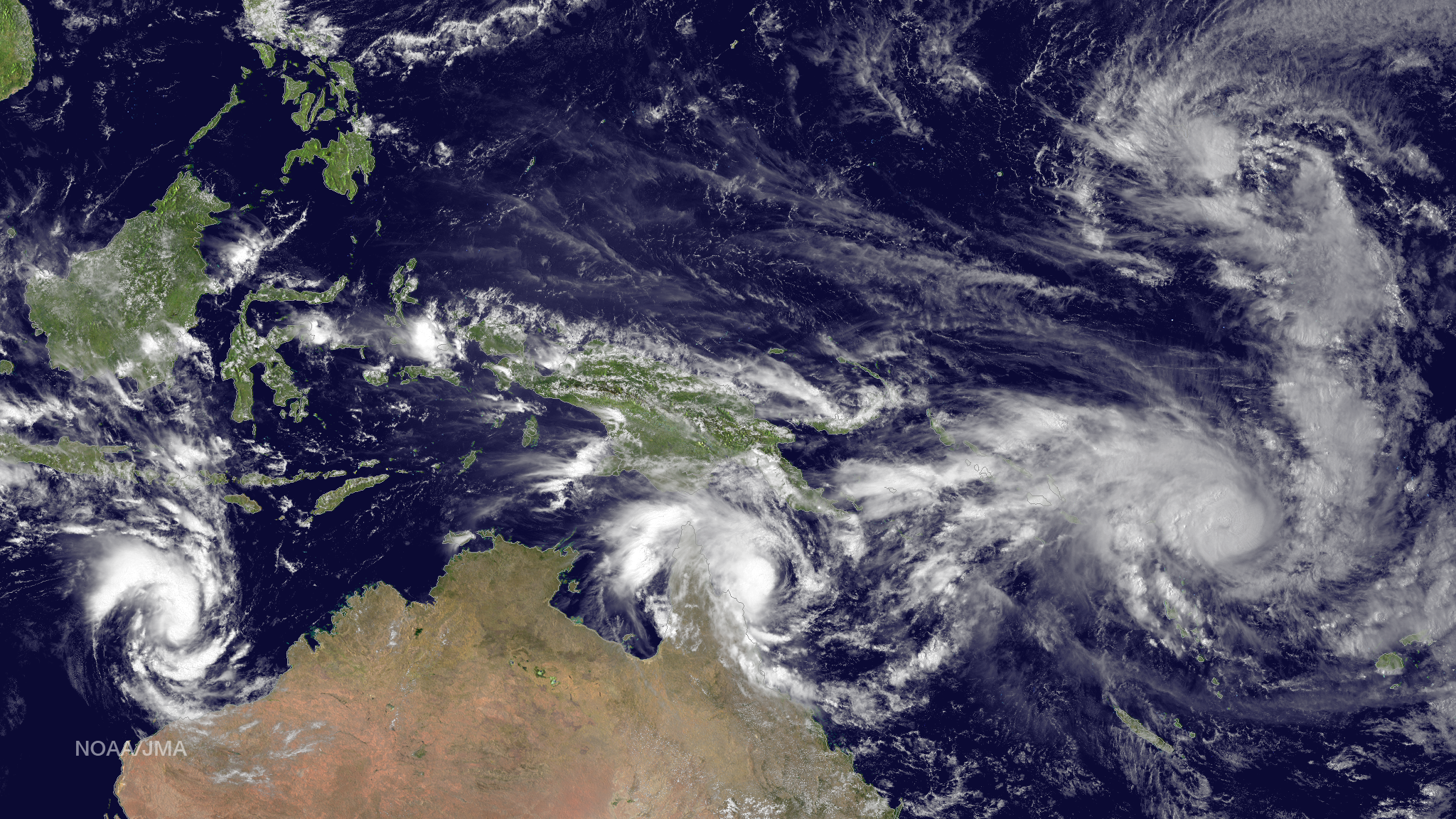
Los ciclones tropicales: Olwyn (izquierda), Nathan (centro), Bavi (superior derecha), and Pam (inferior derecha) el 11 de marzo de 2015. El Bavi and Pam se formaron simultáneamente por la corriente de viento occidental.

La corriente de viento occidental, asociada comúnmente al fenómeno de El Niño, es un fenómeno por el cual los vientos alisios, en vez de desplazarse en dirección de este a oeste por todo el Pacífico ecuatorial, se dirigen del oeste al este. Harrison y Vecchi (1997) lo definen como fenómenos los cuales presentan vientos de aproximadamente 25 km/h sobre un período de 5 a 20 días. A pesar de estos conceptos, aún no ha sido definido claramente. Por ejemplo: Tziperman y Yu (2007) lo definen como un fenómeno el cual presenta vientos sostenidos de 14 km/h por al menos "unos pocos días".
En promedio, tres de estos eventos toman lugar cada año, pero son significativamente más comunes durante el evento de El Niño. Han sido asociados en varios fenómenos meteorológicos, incluyendo ciclones tropicales, irrupciones de aire frío de mediana latitud y las oscilaciones de Madden-Julian. Su asociación con las ondas de Kelvin indican también su asociación con los eventos de El Niño, el cual ha ocurrido más seguido desde los años cincuenta, presentando corrientes de vientos occidentales antes de su comienzo.
Estudios recientes (Yu et al. 2003) indicaron correlación alguna entre las corrientes de viento occidentales y la Oscilación Sur de El Niño (ENSO). Estos eventos ocurren más frecuentes cuando la fuente de aguas cálidas del Pacífico ecuatorial se extiende en los eventos del ENSO. Una relación significativa existe entre la frecuencia de las corrientes de vientos occidentales y la temperatura superficial del mar del Pacífico ecuatorial, con eventualidades los cuales han ocurrido cuando la temperatura es superior a los 29 grados centígrados. Estas corrientes de viento se han desplazado a lo largo de la fuente cálida, en dirección de oeste a este.
Un evento de corriente de viento occidental puede resultar a menudo en formación de dos ciclones tropicales en el Pacífico, los cuales ocurren una vez al año en promedio. Estos estimulan las rotaciones de áreas de baja presión, en el hemisferio norte en contra de las manecillas del reloj y en el hemisferio sur a favor de las manecillas del reloj. Por ejemplo: En julio de 2015, el tifón Chan-hom y el ciclón Raquel se formaron simultáneamente sobre el noroeste y suroeste del Pacífico, respectivamente, en conjunción con una corriente de viento occidental. Este fue la única instancia conocida de ciclones tropicales gemelos durante julio asociados al evento récord de El Niño. Otra inusual corriente de viento occidental intensa condujo a la atípica formación de la depresión tropical Nueve-C y la tormenta tropical Pali a finales de diciembre de 2015 e inicios de enero de 2016 respectivamente. No solo en el Pacífico ocurre, en el Índico, en mayo de 2002, una intensa corriente de viento occidental se desplazó del oeste al este por todo el océano Índico, produciendo dos pares de ciclones tropicales gemelos. El primero fue el ciclón Kesiny al sur y un ciclón que impactó a Omán, el segundo fue el ciclón tropical Errol al sur que impactó a Indonesia y una depresión tropical profunda al norte que impactó a Myanmar.